# Alexander Soifer

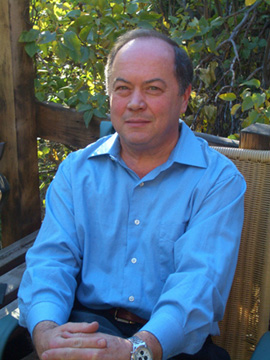
Alexander Soifer (2007)

Alexander Jurjewitsch Soifer (russisch Александр Юрьевич Сойфер; * 14. August 1948 in Moskau) ist ein russisch-US-amerikanischer Mathematiker, der sich mit Gruppentheorie, Geometrie und Kombinatorik beschäftigt.
Soifer machte 1971 sein Diplom an der Staatlichen Pädagogischen Universität Moskau, wo er 1973  bei Leonid Kulikow (und Paul Erdős) promoviert wurde (Abelian Groups Having Minimal Systems of Generators). Er ist seit 1979 Professor für Mathematik an der University of Colorado, wo er auch Kunst und Filmgeschichte unterrichtet. Er war unter anderem Gastwissenschaftler am DIMACS (Center of Discrete Mathematics and Theoretical Computer Science, Rutgers University) und der Princeton University (2002 bis 2004, 2006/2007).
Er war 1996 bis 2005 im Komitee für die US-amerikanische Teilnahme an der Internationalen Mathematikolympiade (wie außerdem schon in der Jury der nationalen Mathematikolympiade der Sowjetunion 1970 bis 1974) und selbst Gründer (1983) eines Mathematikwettbewerbs für Schüler, der Colorado Mathematical Olympiade. Seit 1996 ist er Sekretär der World Federation of National Mathematics Competitions (WFNMC) und seit 2008 deren Senior Vice President.
Er ist Autor mehrerer Bücher zum mathematischen Problemlösen und zum Beispiel über Färbungsprobleme in der Kombinatorik.
2006 erhielt er den Paul Erdös Preis der WFNMC. Er ist Gründer (1991) und Herausgeber der vierteljährlichen Zeitschrift Geombinatorics, einem Forschungsjournal über offene Probleme der Kombinatorik und diskreten Geometrie.

## Schriften
- Mathematics as problem solving, Colorado Springs, Center for Excellence in Mathematics Education  1987, 2. Auflage Springer 2009
- How does one cut a triangle? Colorado Springs, Center for Excellence in Mathematics Education  1990, Springer 2009
- mit Wladimir Boltjanski: Geometric Etudes in Combinatorial Mathematics, Colorado Springs, Center of Excellence in Mathematics Education 1991, Neuauflage 2010 Springer Verlag
- Colorado Mathematical Olympiad: The First Ten Years and Further Explorations, Colorado Springs, Center for Excellence in Mathematics Education  1994
- The mathematical coloring book: mathematics of coloring and the colorful life of its creators, Springer 2009
- The Scholar and the State: In Search of Van der Waerden, Birkhäuser 2015, ISBN 978-3-0348-0711-1, doi:10.1007/978-3-0348-0712-8
- mit Saharon Shelah: Axiom of choice and chromatic number of the plane. J. Combin. Theory Ser. A 103 (2003), no. 2, 387–391.